# Пуккинг
Пуккинг (нем. Pucking) — ярмарочная коммуна (нем. Marktemeinde) в Австрии, в федеральной земле Верхняя Австрия.
Входит в состав округа Линц. Население составляет 3787 человек (на 1 декабря 2007 года). Занимает площадь 20 км². Официальный код — 41019.

## Политическая ситуация
Бургомистр коммуны — Дипль. Инг. Теобальд Луммерсторфер (АНП) по результатам выборов 2003 года.
Совет представителей коммуны (нем. Gemeinderat) состоит из 25 мест.
- СДПА занимает 12 мест.
- АНП занимает 11 мест.
- АПС занимает 2 места.